# 5226 Pollack
5226 Pollack eller 1983 WL är en asteroid i huvudbältet som upptäcktes den 28 november 1983 av den amerikanske astronomen Edward L.G. Bowell vid Anderson Mesa Station. Den är uppkallad efter den amerikanske astrofysikern James B. Pollack.
Asteroiden har en diameter på ungefär 5 kilometer.